# Giải Oscar cho hóa trang xuất sắc nhất
Giải Oscar cho hóa trang xuất sắc nhất là một trong các giải Oscar được Viện Hàn lâm Khoa học và Nghệ thuật Điện ảnh trao tặng hàng năm cho phim và người hóa trang tốt nhất trong phim đó. Giải này được lập ra từ năm 1981. Mỗi năm chỉ có 3 phim được đề cử thay vì 5 phim như các thể loại khác.
Dưới đây là danh sách các phim và người đoạt giải hàng năm. Ở hàng đầu là phim và người đoạt giải, tiếp theo là các phim và người được đề cử trong năm đó: 

## Thập niên 1980
- 1981 An American Werewolf in London - Rick Baker
  - Heartbeeps - Stan Winston
- 1982 Quest for Fire - Sarah Monzani & Michele Burke
  - Gandhi - Tom Smith
- 1983 không trao giải
- 1984 Amadeus - Paul LeBlanc & Dick Smith
  - 2010 - Michael Westmore
  - Greystoke: The Legend of Tarzan, Lord of the Apes - Rick Baker & Paul Engelen
- 1985 Mask - Michael Westmore & Zoltan Elek
  - The Color Purple - Ken Chase
  - Remo Williams: The Adventure Begins - Carl Fullerton
- 1986 The Fly - Chris Walas & Stephan Dupuis
  - The Clan of the Cave Bear - Michael Westmore & Michele Burke
  - Legend - Peter Robb-King & Rob Bottin
- 1987 Harry and the Hendersons - Rick Baker
  - Happy New Year - Bob Laden
- 1988 Beetlejuice - Ve Neill, Steve LaPorte & Robert Short
  - Coming to America - Rick Baker
  - Scrooged - Tom Burman & Bari Dreiband-Burman
- 1989 Driving Miss Daisy - Manlio Rocchetti, Lynn Barber & Kevin Haney
  - The Adventures of Baron Munchausen - Maggie Weston & Febrizio Sforza
  - Dad - Dick Smith, Ken Diaz & Greg Nelson

## Thập niên 1990
- 1990 Dick Tracy - John Caglione, Jr. & Doug Drexler
  - Cyrano de Bergerac - Michele Burke & Jean-Pierre Eychenne
  - Edward Scissorhands - Ve Neill & Stan Winston
- 1991 Terminator 2: Judgment Day - Stan Winston & Jeff Dawn
  - Hook - Greg Cannom, Manly Westmore & Christina Smith
  - Star Trek VI: The Undiscovered Country - Michael Mills, Edward French & Richard Snell
- 1992 Bram Stoker's Dracula - Greg Cannom, Michele Burke & Matthew W. Mungle
  - Batman Returns - Ve Neill, Ronnie Specter & Stan Winston
  - Hoffa - Greg Connom, Ve Neill & John Blank
- 1993 Mrs. Doubtfire - Greg Cannom, Ve Neill & Yolanda Toussieng
  - Philadelphia - Carl Fullerton & Alan D'Angerio
  - Schindler's List - Christina Smith, Matthew Mungle & Judy Alexander Cory
- 1994 Ed Wood - Rick Baker, Ve Neill & Yolanda Toussieng
  - Forrest Gump - Daniel C. Striepeke, Hallie D'Amore & Judith A. Cory
  - Mary Shelley's Frankenstein - Daniel Parker, Carol Hemming & Paul Engelen
- 1995 Braveheart - Peter Frampton, Paul Pattison & Lois Burwell
  - My Family - Ken Diaz & Mark Sanchez
  - Roommates - Greg Cannom, Bob Laden & Colleen Callaghan
- 1996: The Nutty Professor  - Rick Baker & David LeRoy Anderson
  - Ghosts of Mississippi - Matthew W. Mangle & Deborah La Mia Denaver
  - Star Trek: First Contact - Michael Westmore, Scott Wheeler & Jake Garber
- 1997: Men in Black  - Rick Baker & David LeRoy Anderson
  - Mrs. Brown - Lisa Westcott, Veronica Brebner & Beverley Binda
  - Titanic - Tina Earbshaw, Greg Cannom & Simon Thompson
- 1998: Elizabeth  - Jenny Shircore
  - Saving Private Ryan - Lois Burwell, Conor O'Sullivan & Daniel C. Striepeke
  - Shakespeare in Love - Lisa Westcott & Veronica Brebner
- 1999: Topsy-Turvy  - Christine Blundell & Trefor Proud
  - Bicentennial Man - Greg Cannom
  - Life - Rick Baker
  - Austin Powers: The Spy Who Shagged Me - Michele Burke & Mike Smithson

## Thập niên 2000
- 2000: Rick Baker và Gail Ryan – How the Grinch Stole Christmas! 
  - Michele Burke và Edouard Henriques – The Cell
  - Ann Buchanan và Amber Sibley – Shadow of the Vampire
- 2001: Peter Owen và Richard Taylor – The Lord of the Rings: The Fellowship of the Ring 
  - Colleen Callaghan và Greg Cannom – A Beautiful Mind
  - Maurizio Silvi và Aldo Signoretti – Moulin Rouge!
- 2002: Beatrice De Alba và John Jackson – Frida 
  - John Elliott, Jr. và Barbara Lorenz – The Time Machine
- 2003: Peter King và Richard Taylor – The Lord of the Rings: The Return of the King
  - Edouard Henriques và Yolanda Toussieng – Master and Commander: The Far Side of the World
  - Ve Neill và Martin Samuel – Pirates of the Caribbean: The Curse of the Black Pearl
- 2004: Bill Corso và Valli O'Reilly – Lemony Snicket's A Series of Unfortunate Events
  - Christien Tinsley và Keith Vanderlaan – The Passion of the Christ
  - Jo Allen và Manuel García – The Sea Inside (Mar adentro)
- 2005: Howard Berger và Tami Lane – The Chronicles of Narnia: The Lion, the Witch and the Wardrobe
  - David L. và Lance Anderson – Cinderella Man
  - Dave Elsey và Nikki Gooley – Star Wars Episode III: Revenge of the Sith
- 2006: David Marti và Montse Ribe – Pan's Labryinth (El laberinto del fauno)
  - Aldo Signoretti và Vittorio Sodano – Apocalypto
  - Bill Corso và Kazuhiro Tsuji – Click
- 2007: Didier Lavergne và Jan Archibald – La Vie en Rose (La môme)
  - Rick Baker và Kazuhiro Tsuji – Norbit
  - Ve Neill và Martin Samuel – Pirates of the Caribbean: At World's End
- 2008: Greg Cannom – The Curious Case of Benjamin Button
  - John Caglione Jr. và Conor O'Sullivan – The Dark Knight
  - Mike Elizalde và Thom Floutz – Hellboy II: The Golden Army